# Kalona
Kalona és una ciutat dels Estats Units a l'estat d'Iowa. Segons el cens del 2000 tenia 2.293 habitants.

## Demografia
Segons el cens del 2000, Kalona tenia 2.293 habitants, 947 habitatges, i 597 famílies. La densitat de població era de 431,9 habitants/km².
Dels 947 habitatges en un 27,2% hi vivien nens de menys de 18 anys, en un 55,5% hi vivien parelles casades, en un 6,3% dones solteres, i en un 36,9% no eren unitats familiars. En el 33,4% dels habitatges hi vivien persones soles el 16,2% de les quals corresponia a persones de 65 anys o més que vivien soles. El nombre mitjà de persones vivint en cada habitatge era de 2,32 i el nombre mitjà de persones que vivien en cada família era de 3.
Per edats la població es repartia de la següent manera: un 23,5% tenia menys de 18 anys, un 7,2% entre 18 i 24, un 24,4% entre 25 i 44, un 21,1% de 45 a 60 i un 23,8% 65 anys o més.
L'edat mediana era de 41 anys. Per cada 100 dones de 18 o més anys hi havia 74,7 homes.
La renda mediana per habitatge era de 33.750 $ i la renda mediana per família de 45.897 $. Els homes tenien una renda mediana de 30.776 $ mentre que les dones 24.974 $. La renda per capita de la població era de 22.474 $. Entorn del 5% de les famílies i el 6,7% de la població estaven per davall del llindar de pobresa.

## Poblacions més properes
El següent diagrama mostra les poblacions més properes.